# Бефруа

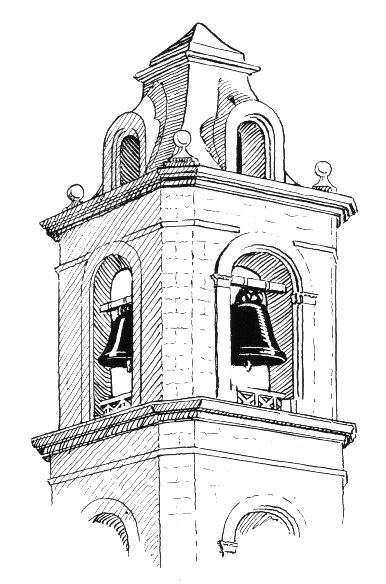
Бефруа

Бефруа́ (від фр. beffroi — «вічева вежа», «вежа міської ради». Французьке «beffroi» виходить до давньофранкського слова «baffraiz». Це давньофранкське слово скомпільоване з двох прагерманських слів: «bergan» — «захищати» та «frithuz» — «мир») — міська вежа в багатьох містах Північно-Західної Європи доби Середньовіччя.

## Походження і призначення
Башти бефруа могли бути як церковними дзвіницями, так і звичайними сторожовими баштами зі дзвонами. Така вежа, зазвичай, вказувала на вольності міста. Вважається, що традиція зводити міські вежі виникла в Англії.
За Середньовіччя навколо башти бефруа зосереджувалось міське світське життя, а в самому її приміщенні була тенденція розміщувати органи управління міста: залу для засідань міської ради, подеколи суд, своєрідний архів: місце для зберігання міської казни, паперів, печатки, торгові палати. Оскільки всередині башти місця задля цього часто бракувало, поруч з бефруа почали прибудовувати спеціальний будинок, що незабаром став міською ратушею.

## Географія
Башти-бефруа розповсюджені переважно в Північно-Західній Європі, зокрема, у Нідерландах, Бельгії (особливо у Фландрії), також у Франції.
24 фламандські і 6 валлонських бефруа занесені до списків Світової спадщини ЮНЕСКО.

## Галерея

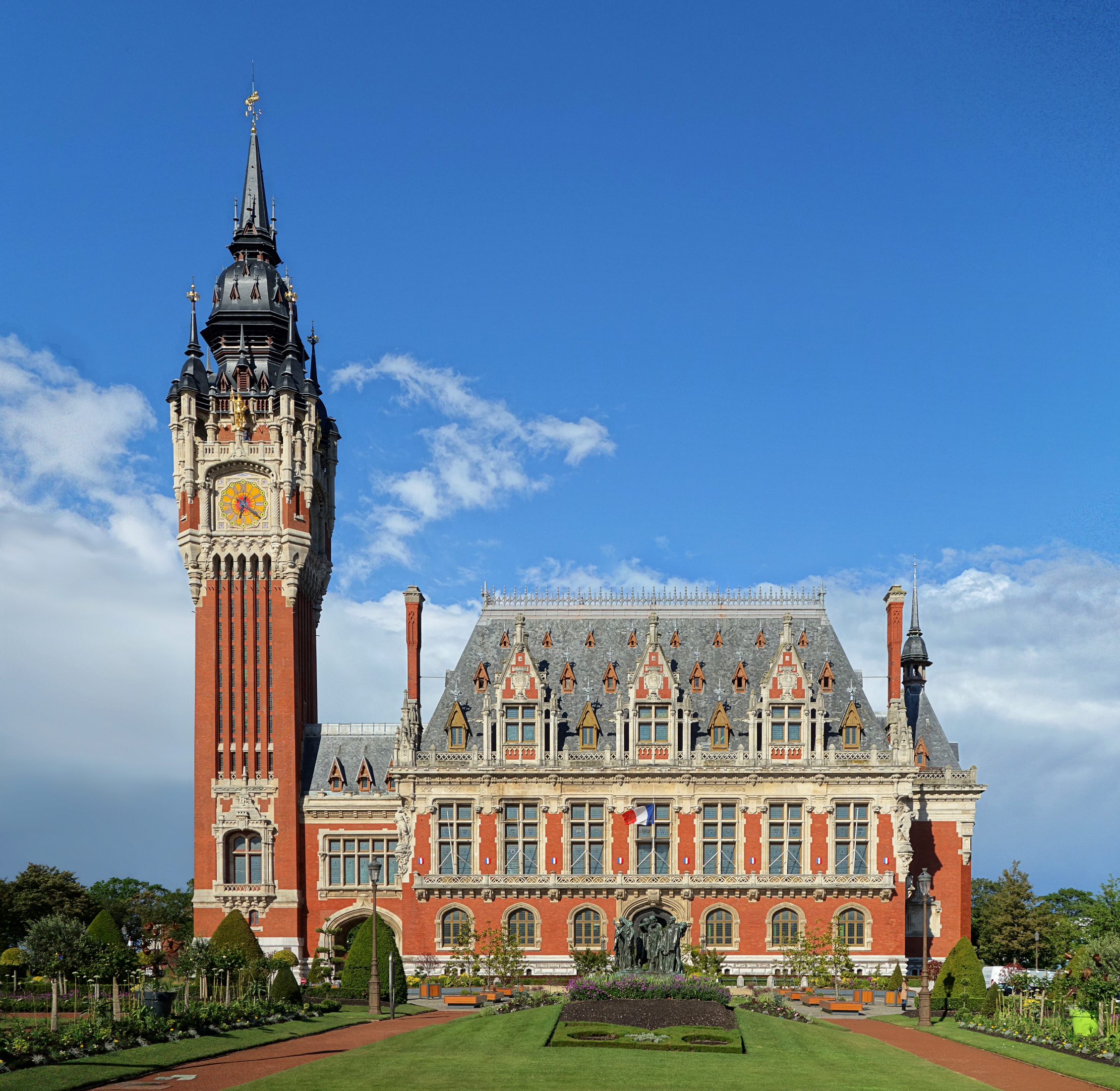
Кале
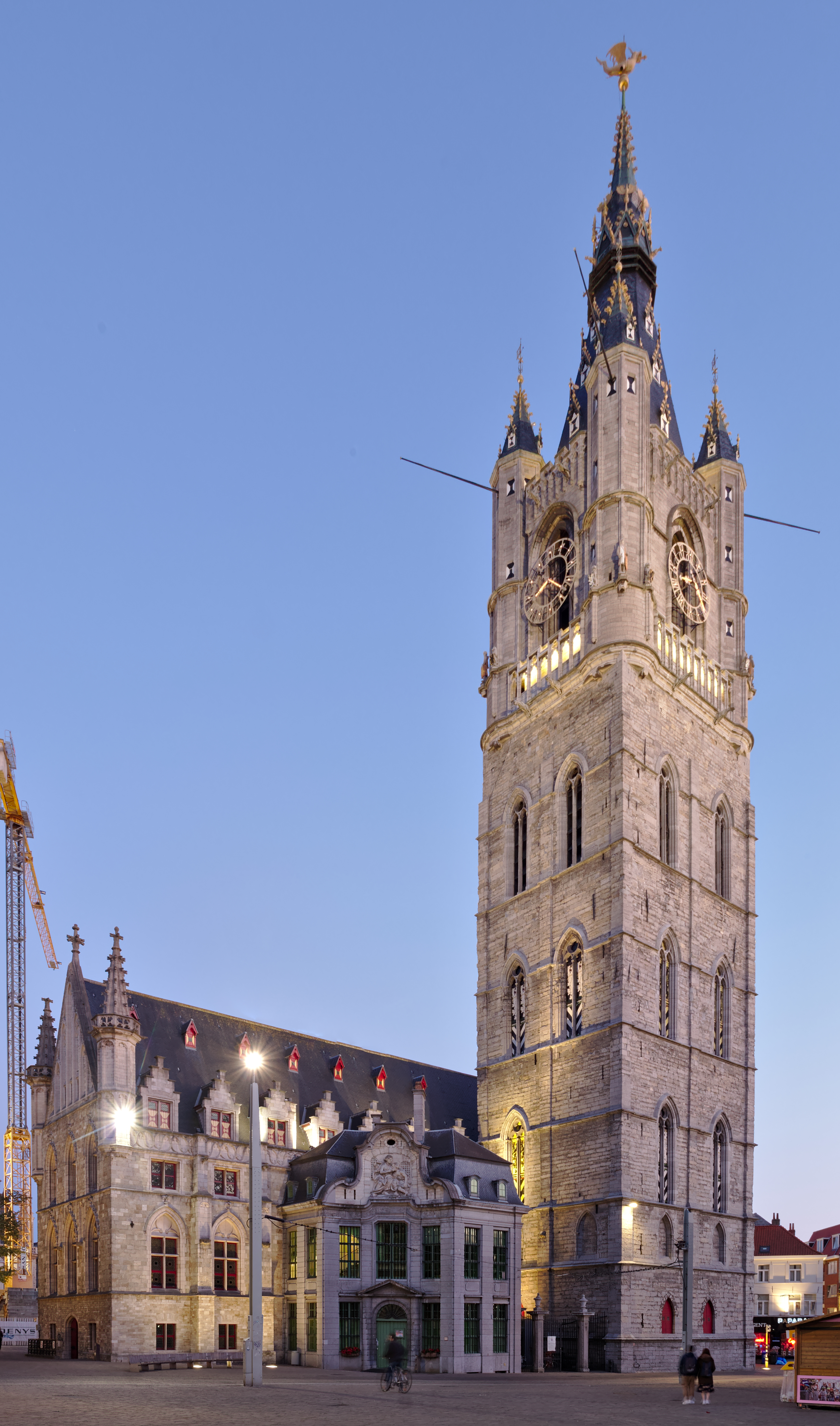
Гент
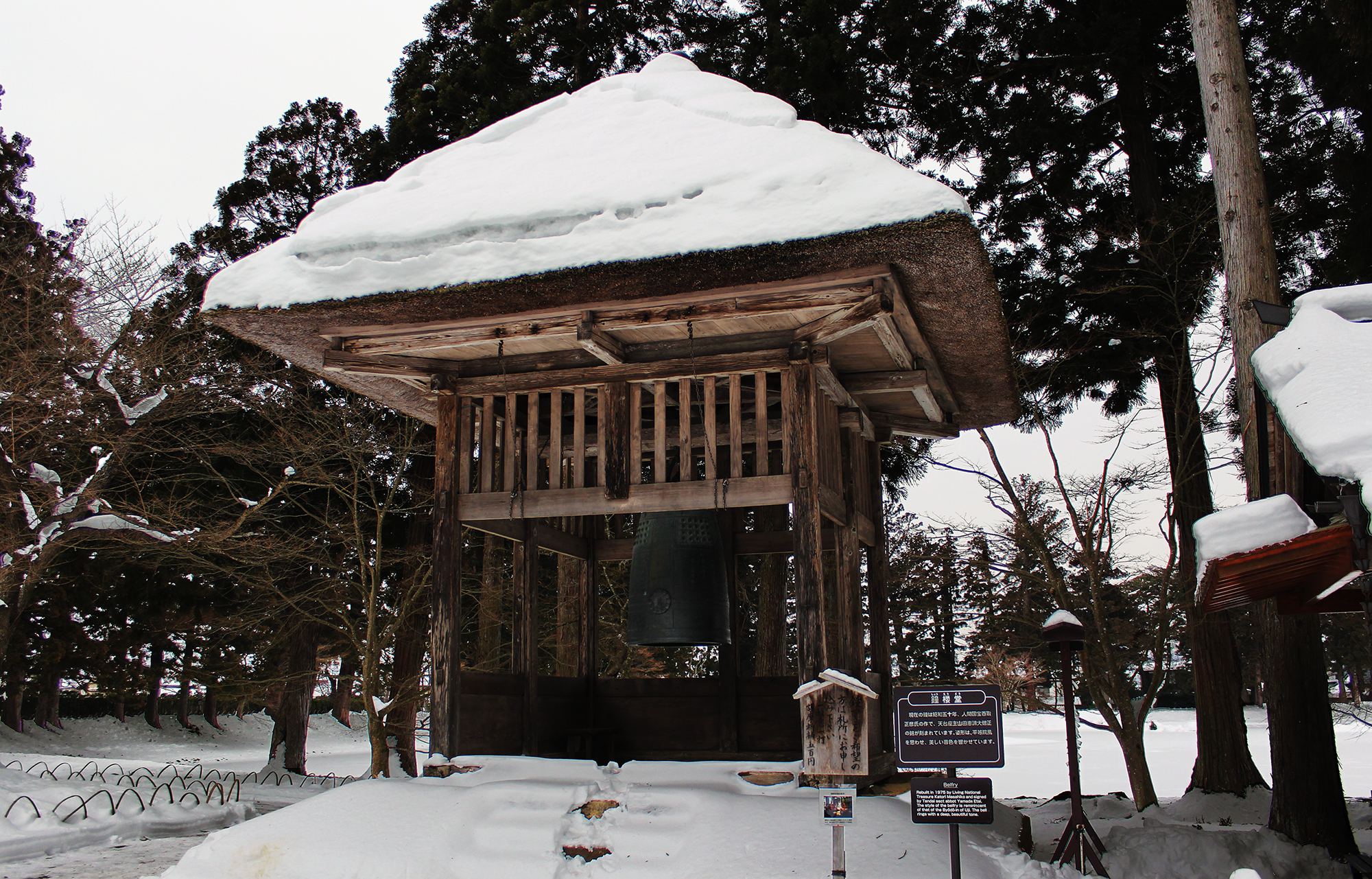
A belfry at Mōtsū-ji, a Tendai Buddhist temple in Hiraizumi, Japan
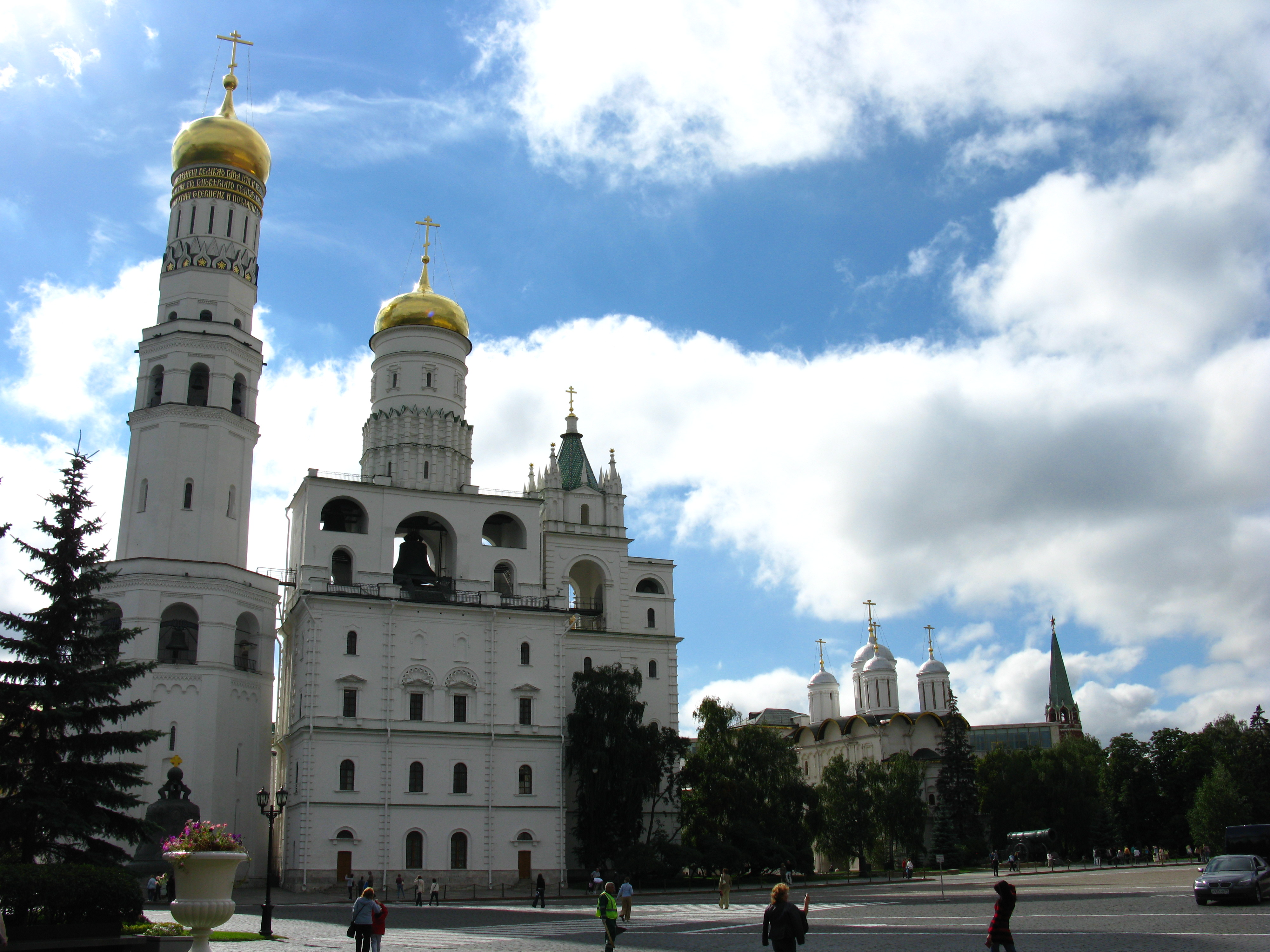
Dormition Cathedral belfry (centre left) next to the Ivan the Great Bell Tower, in the Kremlin, Moscow, Russia
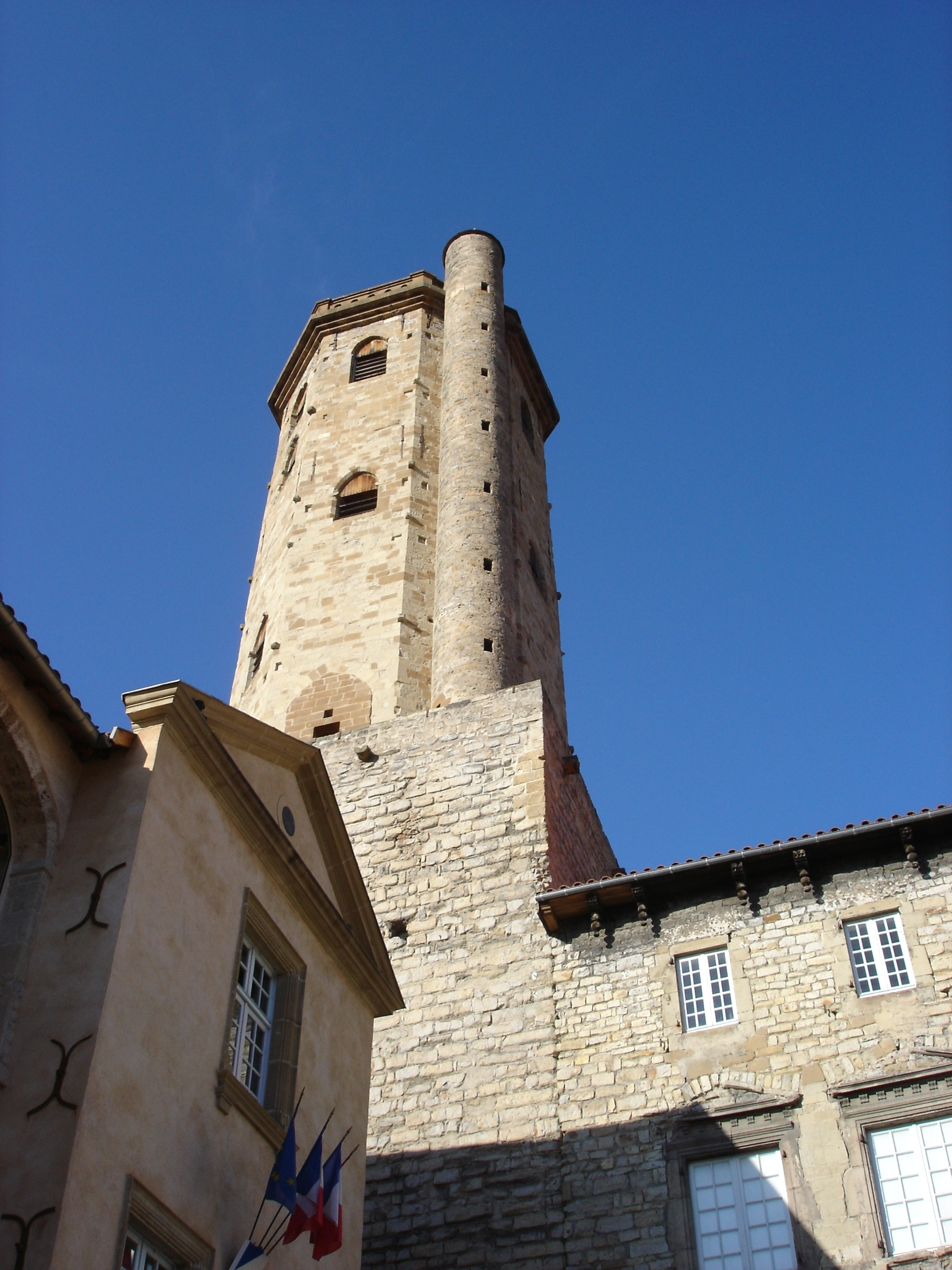
Мійо
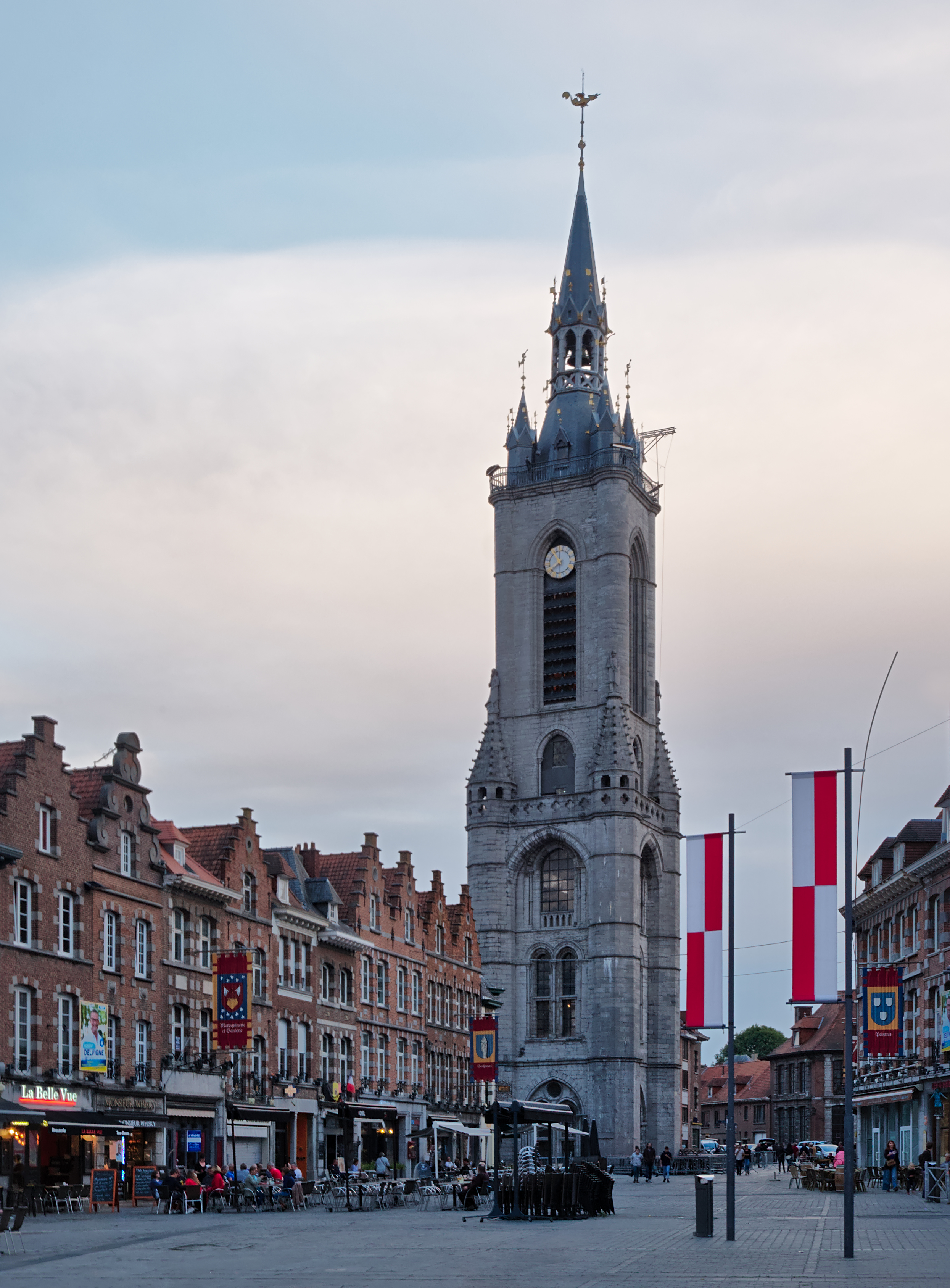
Турне
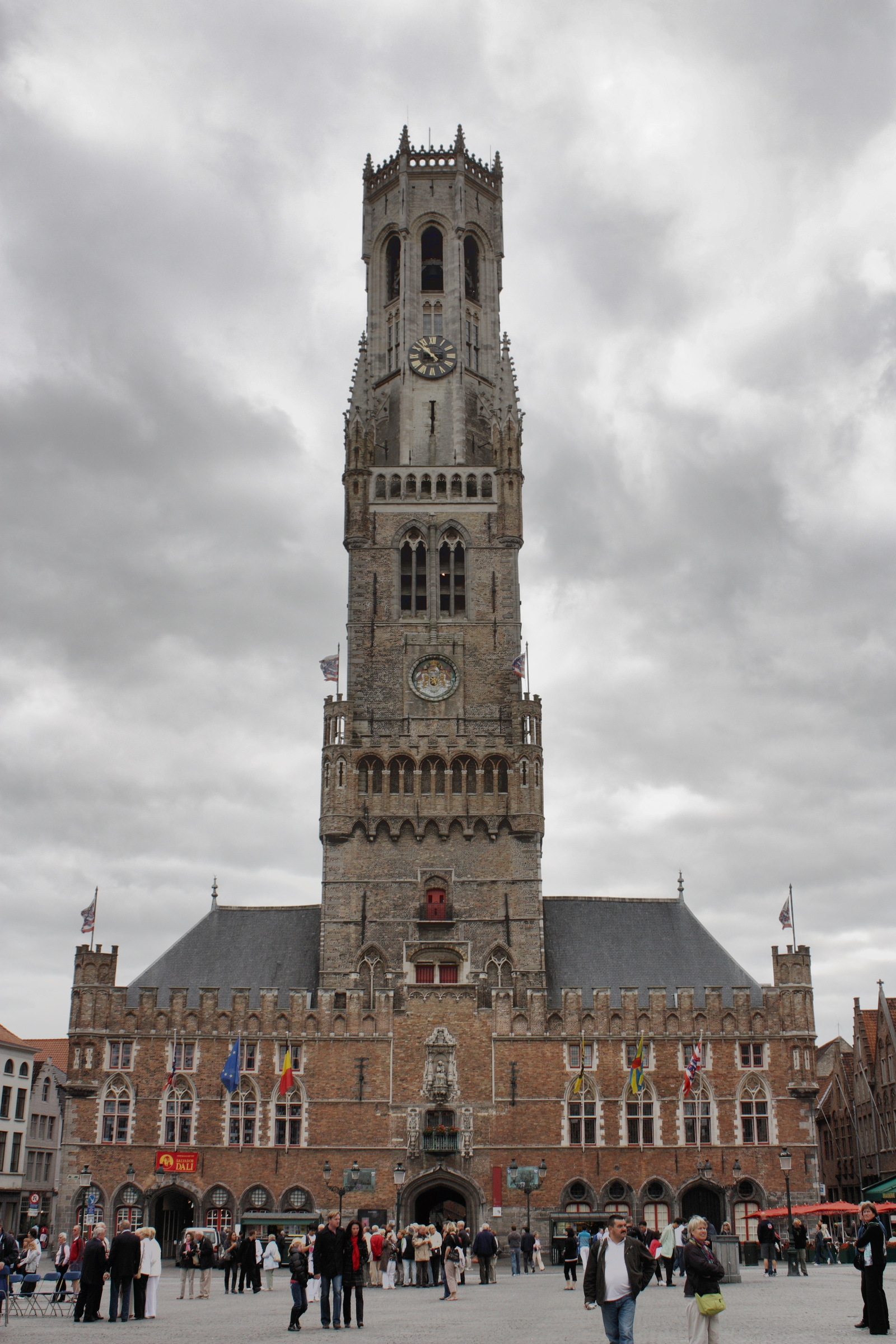
Брюгге
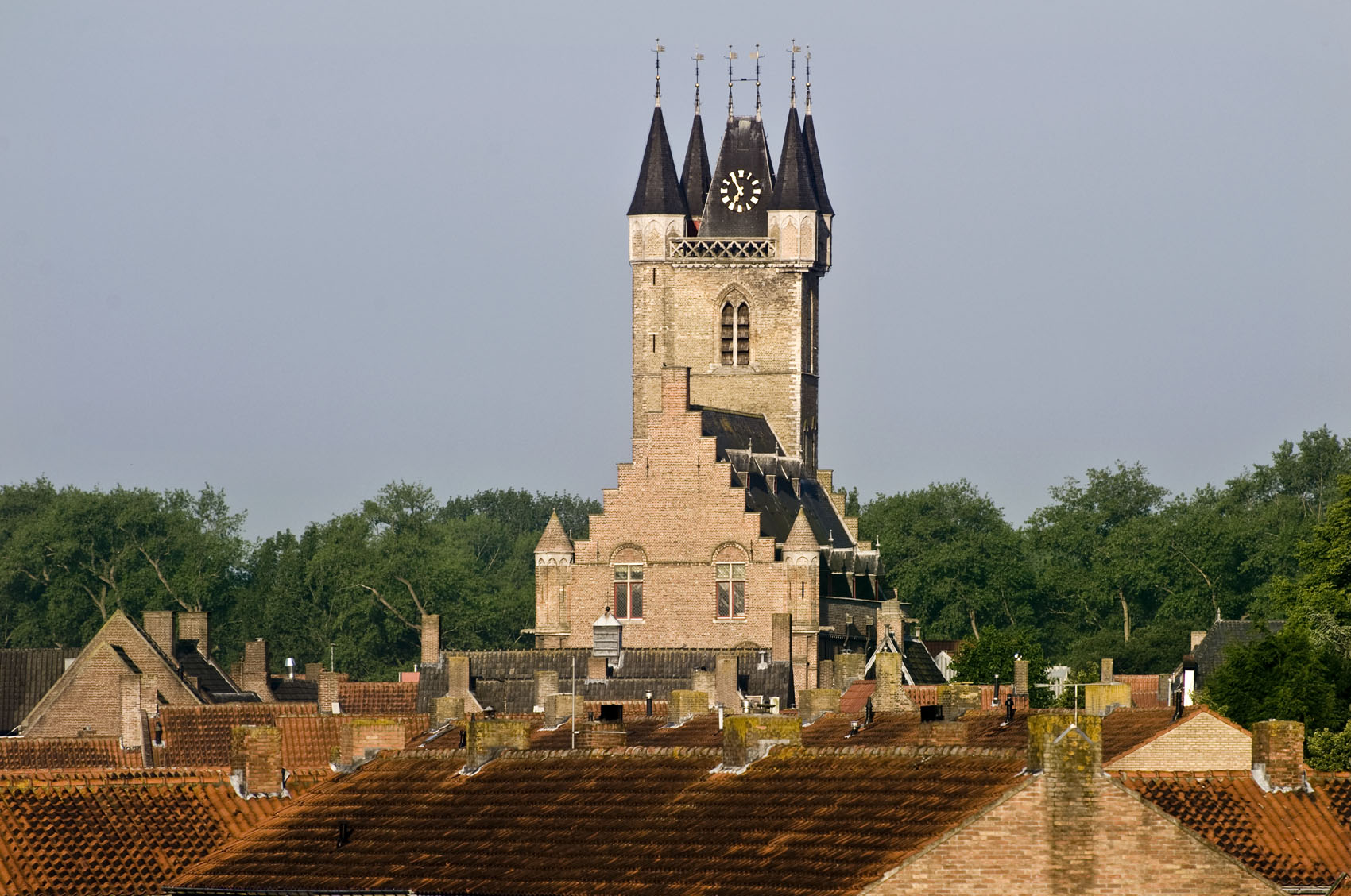
Beffroi de L'Écluse, Pays-Bas, Шаблон:S-.
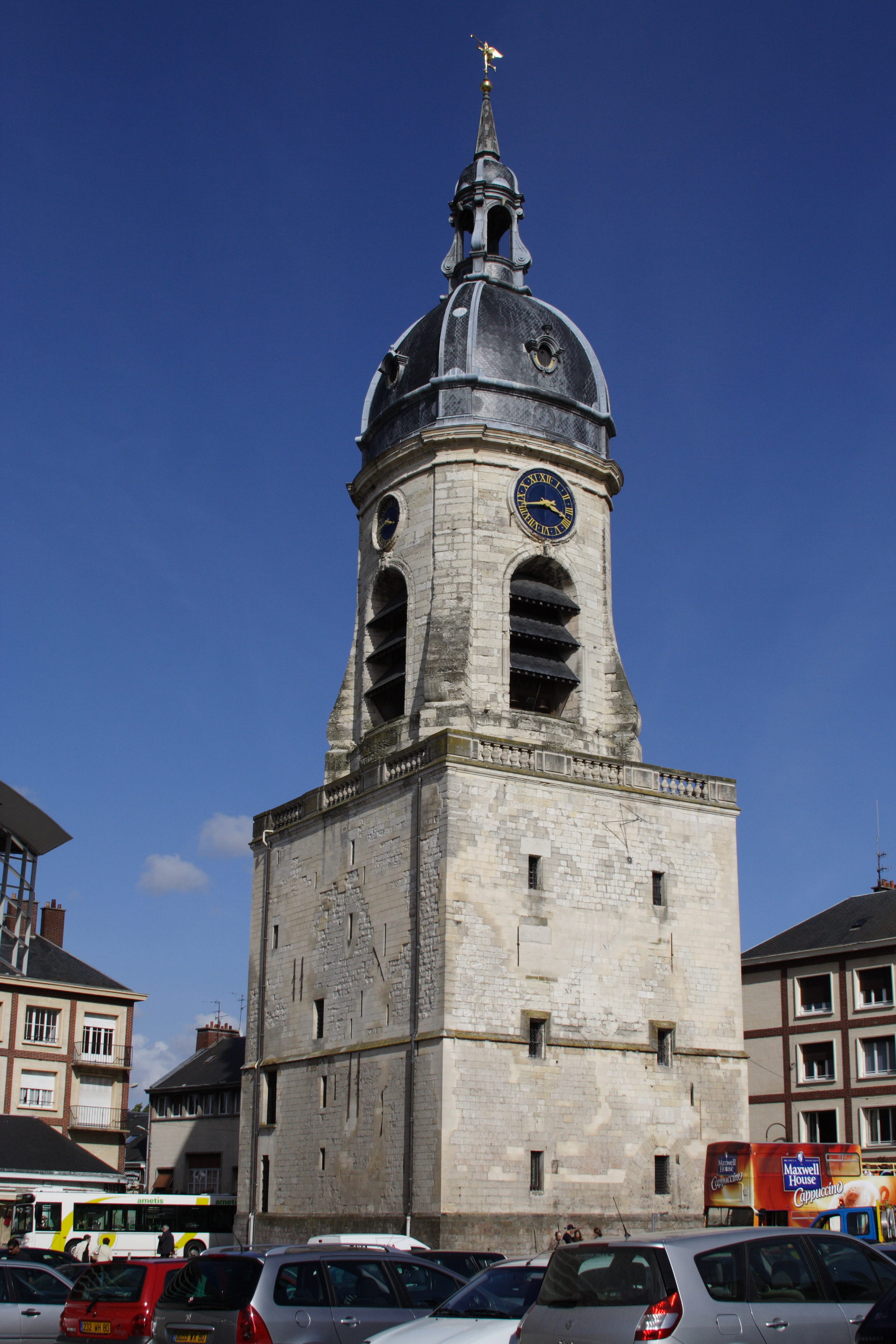
Beffroi d'Amiens, France, Шаблон:S-.
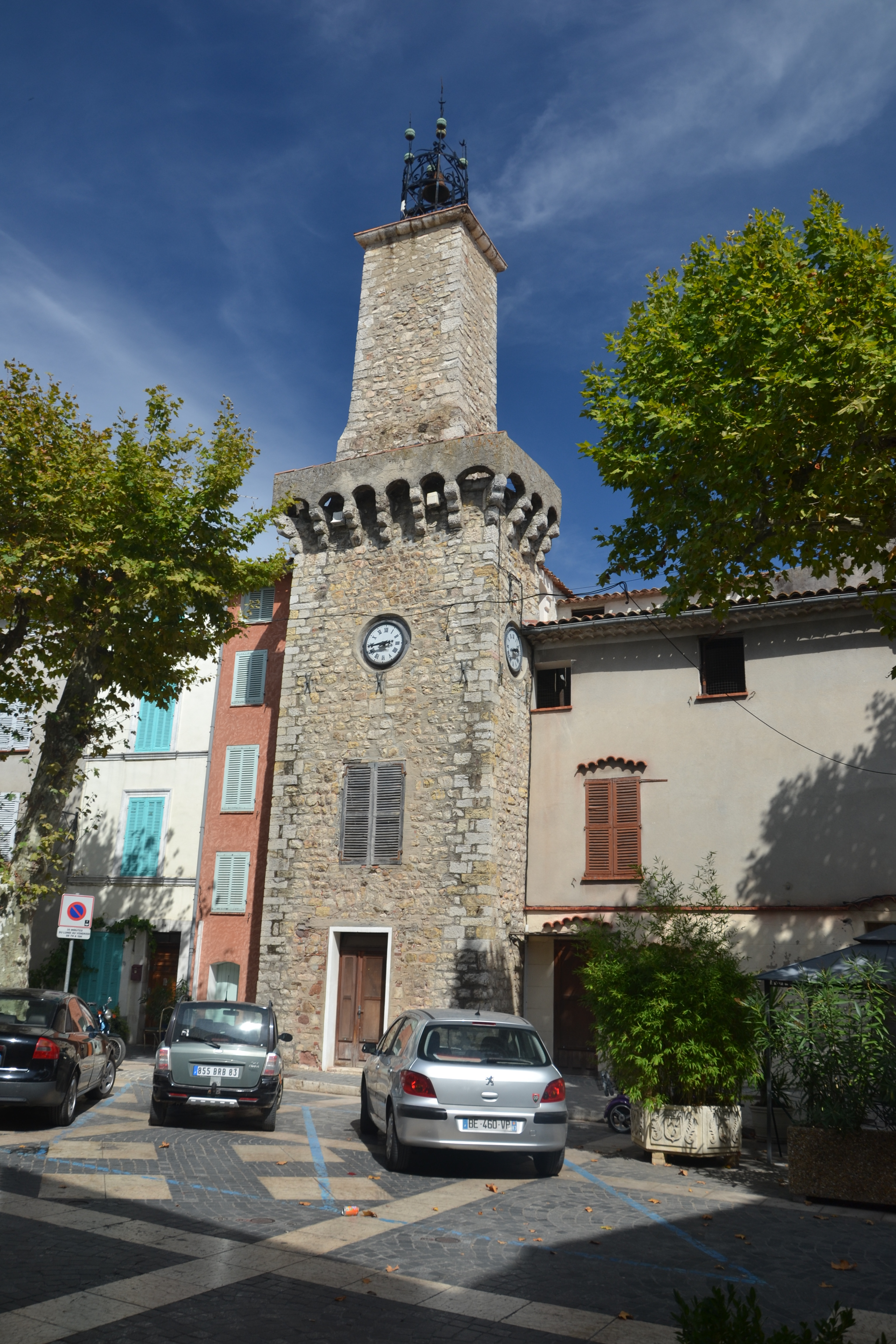
Le beffroi de Pignans (Var), France, Шаблон:S-.
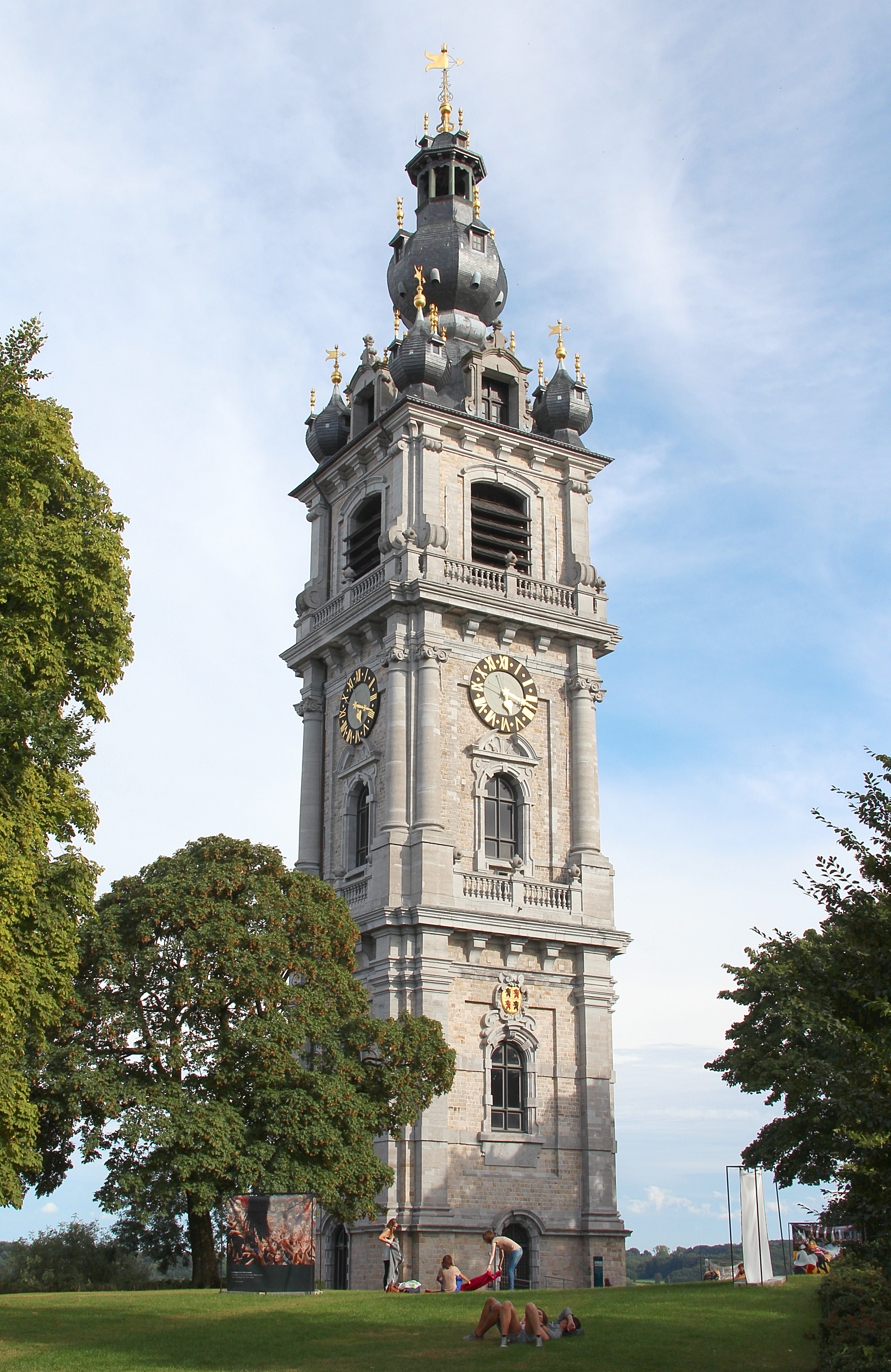
Beffroi de Mons, Belgique, Шаблон:S-.
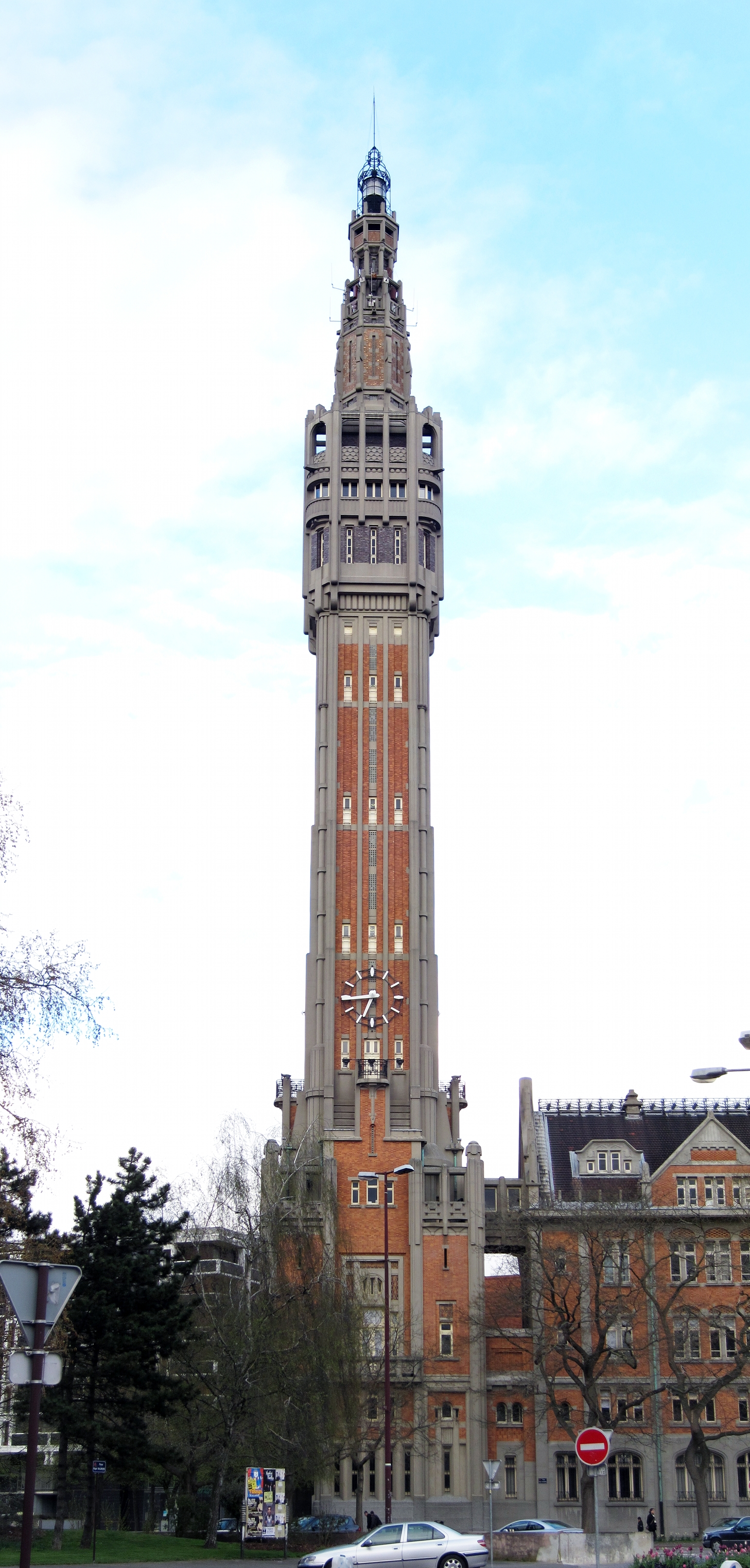
Beffroi de Lille, France, Шаблон:S- .
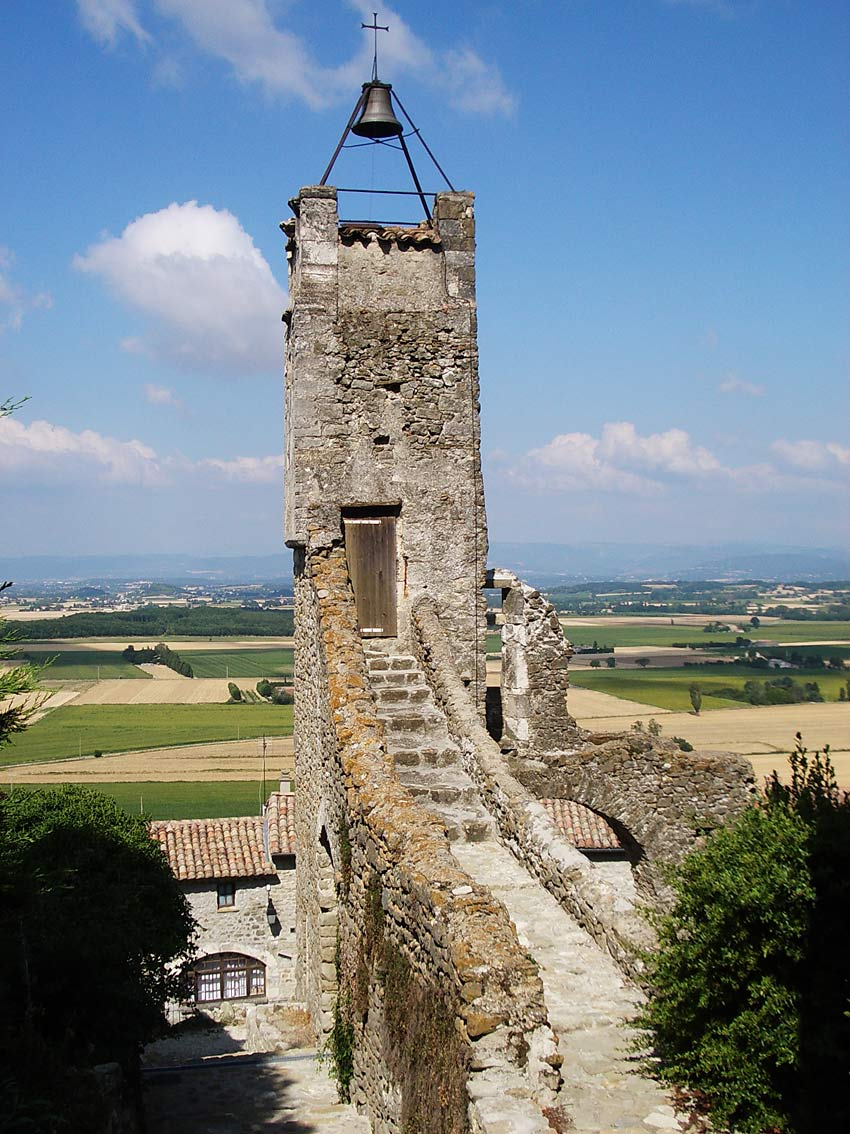
Le beffroi de Châteauneuf-de-Mazenc
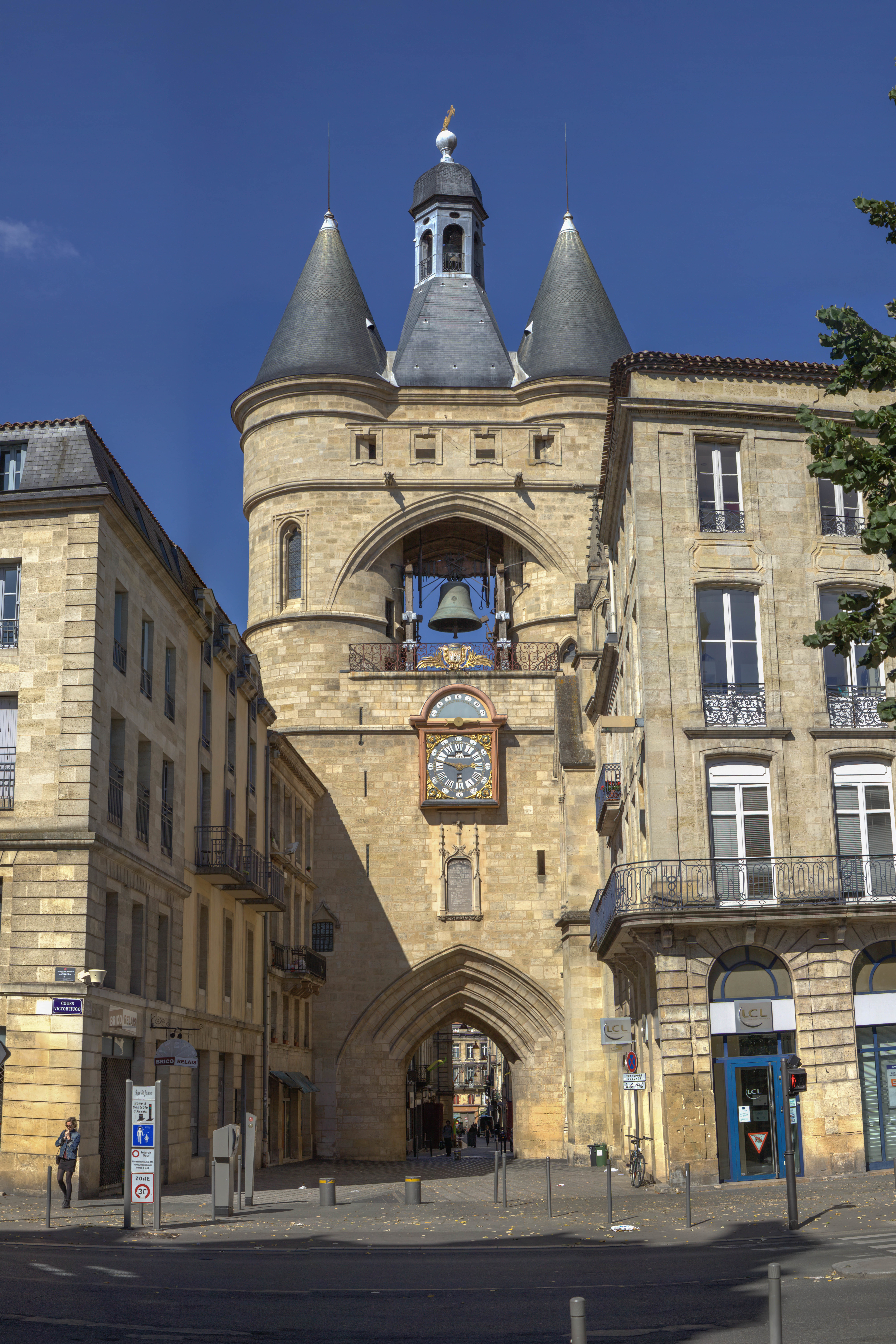
Grosse cloche, ancien beffroi de Bordeaux, Шаблон:S-.
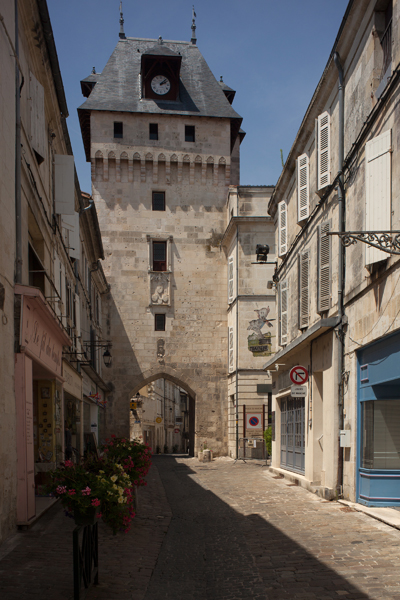
La Tour de l'Horloge, ancien beffroi de Saint-Jean-d'Angély, Шаблон:S-.
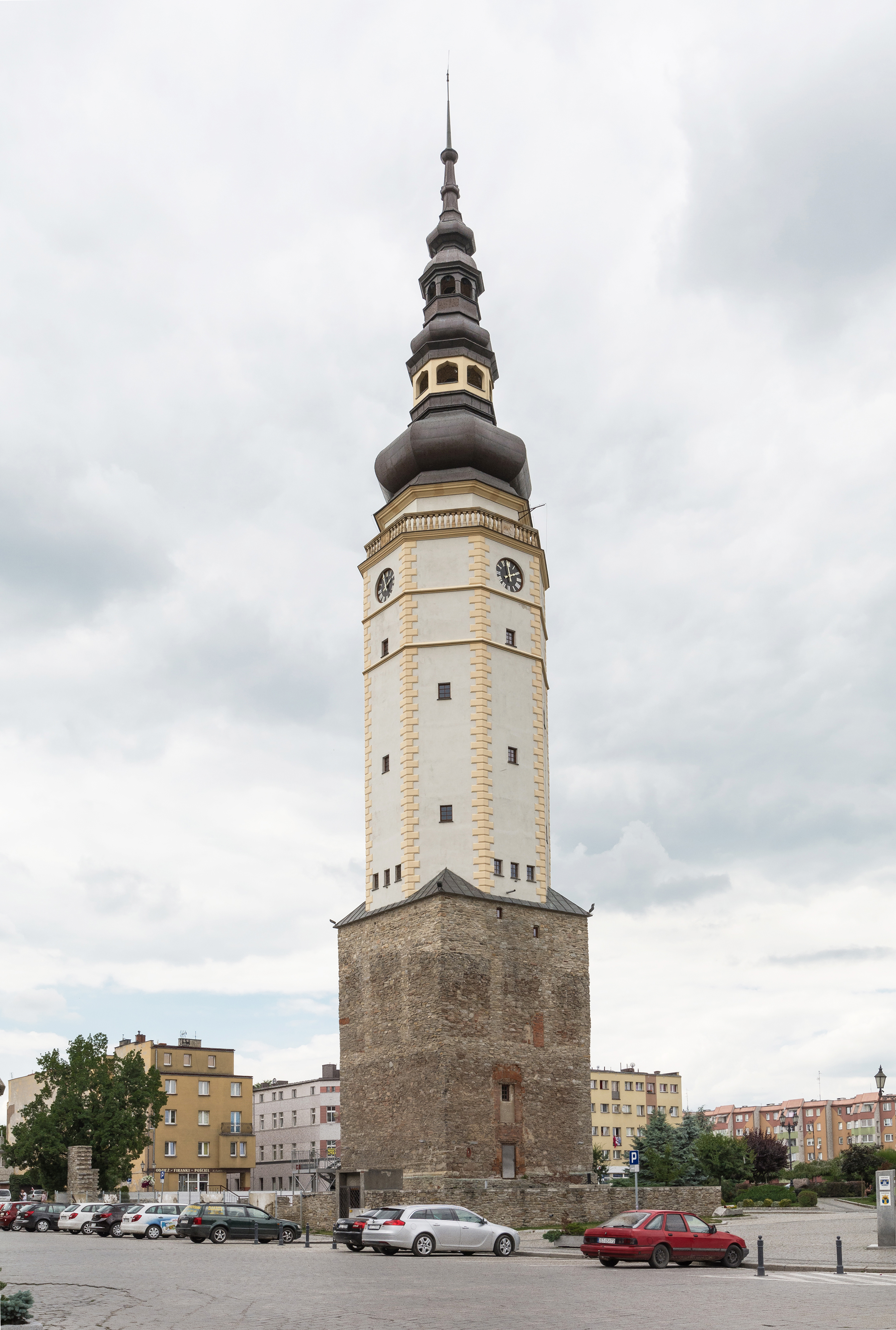
La tour de l'hôtel de ville de Strzelin en Pologne, reconstruite en 2010-2011.